# Titularbistum Dausara
Dausara (Dansara) ist ein Titularbistum der römisch-katholischen Kirche.
Es geht zurück auf den historischen Bischofssitz in der antiken Stadt gleichen Namens in der römischen Provinz Mesopotamia bzw. in der Spätantike Osrhoene in Syrien östlich des Euphrat. Er gehörte der Kirchenprovinz Edessa an.
| Titularbischöfe von Dausara |                                      |                                                                              |                    |                    |      |
| Nr.                         | Name                                 | Amt                                                                          | von                | bis                | Foto |
| 1                           | Daniel Delany                        | Koadjutorbischof von Kildare und Leighlin (Irland)                           | 13. Mai 1783       | 18. September 1787 |      |
| 2                           | Vicente Román Linares OPraem         | Weihbischof im Bistum Kanarische Inseln (Spanien)                            | 22. Juli 1816      | 29. März 1835      |      |
| 3                           | Jean-Claude Miche MEP                | Apostolischer Koadjutorvikar / Apostolischer Vikar von West-Cochin (Vietnam) | 11. März 1844      | 1. Dezember 1873   |      |
| 4                           | Giuseppe Bugliari                    |                                                                              | 10. September 1875 | 1888               |      |
| 5                           | José Belisario Santistevan           | Koadjutorbischof von Santa Cruz de la Sierra (Bolivien)                      | 26. Juni 1890      | 1. Juni 1891       |      |
| 6                           | Célestin-Félix-Joseph Chouvellon MEP | Apostolischer Vikar von Ost-Se-Ciuen (Republik China)                        | 25. September 1891 | 11. Mai 1924       |      |
| 7                           | Nicola Ciceri CM (Nicola Cicero)     | Apostolischer Vikar von Süd-Jiangxi (China)                                  | 3. Juli 1907       | 28. Oktober 1932   |      |
| 8                           | Francisco Gómez de Santiago OP       | Apostolischer Koadjutorvikar / Apostolischer Vikar von Hai Phòng (Vietnam)   | 28. November 1932  | 3. April 1962      |      |
| 9                           | Henri Martin Mekkelholt SCJ          | emeritierter Bischof von Palembang (Indonesien)                              | 5. April 1963      | 26. Dezember 1969  |      |